# Regione di Talas
La regione di Talas' (in kirghiso Талас облусу?, Talas oblusu; in russo Таласская область?, Talasskaja oblast) è una regione (oblast) del Kirghizistan con  capoluogo Talas.

## Geografia antropica

### Suddivisioni amministrative
La regione è divisa in quattro distretti.
| Distretto  | Capitale   |
| ---------- | ---------- |
| Bakaj-Ata  | Leninpol'  |
| Kara-Buura | Kyzyl-Adyr |
| Manas      | Pokrovka   |
| Talas      | Talas      |